# オルテッロ
オルテッロ（Ortello、オルテルロと表記されることもある）とは、イタリアの競走馬である。イタリア産馬として初めて世界的活躍を見せ、ダービー・レアロ（イタリアダービー、現ダービーイタリアーノ）、ミラノ大賞典、凱旋門賞などに勝利した。種牡馬としても計6回のイタリアリーディングサイアーになり成功した。

## 戦績
オルテッロを生産したジュゼッペ・デ・モンテルは、フェデリコ・テシオ唯一にして最強のライバルで、テシオとは比べものにならないほど大きな生産規模を誇り収得賞金ではテシオのドルメロ牧場を凌いでいた。オルテッロはそのデ・モンテルの生産馬の中でも代表的な存在である。非常に大きな馬体を持ち、体高は17ハンド（約173cm）を超える巨体であった。
2歳時は楽な相手に3連勝した後伊グランクリテリウムでアルンティウスに敗れている。この年はもう1走し、古馬混合のイタリア最強短距離馬決定戦キウスラ賞では伊オークス、伊ジョッキークラブ大賞優勝馬エルバを5馬身も突き放し圧勝した。
翌年、ダービー・レアロはスタートから独走態勢で4馬身をつけ、さらにイタリア大賞、ミラノ大賞典に勝ち、ファッショ賞（現セントレジャーイタリアーノ）ではなんと15馬身もの差を付け圧勝、凱旋門賞へと遠征した。当時の凱旋門賞はパリ大賞典より賞金が低くフランス最大のレースではなかったが、この年は前年の優勝馬カンタールやドイツの名馬オレアンダーが出走してなかなかのレベルとなり、オルテッロはイタリア馬ということもあり5番人気であった。レースではオレアンダーの後ろに付け、最後の直線オレアンダーを交わし追撃するカンタールも振り切って1着でゴールした。同レースイタリア馬初の勝利である。
4歳時はイギリスの大レースアスコットゴールドカップを目指したが怪我でかなわず調子を狂わせ、連覇を賭けた凱旋門賞も4着に終わり引退した。

### 引退後
引退後はデ・モンテルのティチノ牧場で種牡馬入りした。1937,39-42,44年の計6回イタリアリーディングサイアーになるなど活躍し、種牡馬生活の後半に起こった第二次世界大戦の影響もありイタリア、ドイツ以外の活躍馬は殆どいないがドイチェスダービー優勝馬アルゲウ（Allgäu）、ミラノ大賞典優勝馬でイタリアリーディングサイアーのマチェリオ (Macherio) 等の産駒を輩出した。19歳の時アメリカに輸出されたがその時高熱を発症し死亡している。

### 主な産駒
- マチェリオ　ミラノ大賞典、イタリアリーディングサイアー
- アルゲウ　ドイチェスダービー
- トルビード (Torbido) 　ダービーイタリアーノ、イタリア大賞
- ヴィッツアノ (Vezzano) 　ダービーイタリアーノ、ミラノ大賞典
- ウゴリーノダシエナ (Ugolino da Siena) 　ダービーイタリアーノ
- シルテ (Sirte) 　ミラノ大賞典
- ミラツッオ (Milazzo) 　伊ジョッキークラブ大賞
- Nervesa　伊オークス
- Scire　セントレジャーイタリアーノ
- ツッカレロ (Zuccarello) 　セントレジャーイタリアーノ
- モロニ (Moroni) 　イタリア大賞

## 血統表
| オルテッロの血統（テディ系 / Angelica-St. Simon 5×4.4=15.62%、Hampton4×4.5=15.62%、Galopin5x5.5=9.38%） | オルテッロの血統（テディ系 / Angelica-St. Simon 5×4.4=15.62%、Hampton4×4.5=15.62%、Galopin5x5.5=9.38%） | オルテッロの血統（テディ系 / Angelica-St. Simon 5×4.4=15.62%、Hampton4×4.5=15.62%、Galopin5x5.5=9.38%） | （血統表の出典）        | （血統表の出典） |
| 父 Teddy 鹿毛 1913                                                                                      | 父の父Ajax 1901                                                                                         | Flying Fox                                                                                              | Orme                    | Orme             |
| 父 Teddy 鹿毛 1913                                                                                      | 父の父Ajax 1901                                                                                         | Flying Fox                                                                                              | Vampire                 |                  |
| 父 Teddy 鹿毛 1913                                                                                      | 父の父Ajax 1901                                                                                         | Amie | Clamart                 | Clamart          |
| 父 Teddy 鹿毛 1913                                                                                      | 父の父Ajax 1901                                                                                         | Amie | Alice                   |                  |
| 父 Teddy 鹿毛 1913                                                                                      | 父の母Rondeau 1900鹿毛                                                                                  | Bay Ronald                                                                                              | Hampton                 | Hampton          |
| 父 Teddy 鹿毛 1913                                                                                      | 父の母Rondeau 1900鹿毛                                                                                  | Bay Ronald                                                                                              | Black Duchess           |                  |
| 父 Teddy 鹿毛 1913                                                                                      | 父の母Rondeau 1900鹿毛                                                                                  | Doremi                                                                                                  | Bend Or                 | Bend Or          |
| 父 Teddy 鹿毛 1913                                                                                      | 父の母Rondeau 1900鹿毛                                                                                  | Doremi                                                                                                  | Lady Emily              |                  |
| 母 Hollebeck 鹿毛 1917                                                                                  | 母の父Gorgos 1903                                                                                       | Ladas                                                                                                   | Hampton                 | Hampton          |
| 母 Hollebeck 鹿毛 1917                                                                                  | 母の父Gorgos 1903                                                                                       | Ladas                                                                                                   | Illuminata              |                  |
| 母 Hollebeck 鹿毛 1917                                                                                  | 母の父Gorgos 1903                                                                                       | The Gorgon                                                                                              | St. Simon               | St. Simon        |
| 母 Hollebeck 鹿毛 1917                                                                                  | 母の父Gorgos 1903                                                                                       | The Gorgon                                                                                              | Andromeda               |                  |
| 母 Hollebeck 鹿毛 1917                                                                                  | 母の母Hilda 1907                                                                                        | Rabelais                                                                                                | St. Simon               | St. Simon        |
| 母 Hollebeck 鹿毛 1917                                                                                  | 母の母Hilda 1907                                                                                        | Rabelais                                                                                                | Satirical               |                  |
| 母 Hollebeck 鹿毛 1917                                                                                  | 母の母Hilda 1907                                                                                        | Helen Kendal                                                                                            | Kendal                  | Kendal           |
| 母 Hollebeck 鹿毛 1917                                                                                  | 母の母Hilda 1907                                                                                        | Helen Kendal                                                                                            | Helen Hampton F-No.16-c |                  |